# 金昭希 (滑雪运动员)
金昭希（韩语：／，1996年8月19日—），韩国高山滑雪运动员，生于江原道，曾代表韩国参加2014年冬季奧林匹克運動會高山滑雪比賽。
金昭希曾在道岩中學校就读。